# I (слово латинице)
I је девето слово латинице, тринаесто слово српске латинице. Такође може бити:
- Ознака за предњи високи самогласник у фонетици српског језика, као и већем броју других језика.. Саставни везник.
- Скраћеница за јод у хемији
- Скраћеница за интензитет електричне струје у физици
- Скраћеница за римски број 1.
- Међународна аутомобилска ознака за Италију

## Историја
Слово I је почело као египатски хијероглиф [, да би се кроз векове развило у I какво данас познајемо.
| D36 |

| D36 |

| Велико писано I | Савремено Римско I | Старо Турско I | Сигнално наутичко I - ICS India | Брајева абецеда I | Абецеда глувонемих I |
| --------------- | ------------------ | -------------- | ------------------------------- | ----------------- | -------------------- |
| Велико писано I | Савремено Римско I | Старо Турско I | Сигнално наутичко I             | Брајева абецеда I | Абецеда глувонемих I |